# Damernas 59 kg i tyngdlyftning vid olympiska sommarspelen 2024
Damernas tyngdlyftning i 59-kilosklassen vid olympiska sommarspelen 2024 hölls den 8 augusti 2024 i Paris Expo Porte de Versailles i Paris i Frankrike.

## Rekord
Innan tävlingens start gällde följande rekord.
| Världsrekord     | Ryck   | Kim Il-gyong (PRK)   | 111 kg | Hangzhou, Kina    | 2 oktober 2023    |  |
| Världsrekord     | Stöt   | Kuo Hsing-chun (TPE) | 140 kg | Pattaya, Thailand | 21 september 2019 |  |
| Världsrekord     | Totalt | Luo Shifang (CHN)    | 248 kg | Phuket, Thailand  | 3 april 2024      |  |
|                  |        |                      |        |                   |                   |  |
| Olympiska rekord | Ryck   | Kuo Hsing-chun (TPE) | 103 kg | Tokyo, Japan      | 27 juli 2021      |  |
| Olympiska rekord | Stöt   | Kuo Hsing-chun (TPE) | 133 kg | Tokyo, Japan      | 27 juli 2021      |  |
| Olympiska rekord | Totalt | Kuo Hsing-chun (TPE) | 236 kg | Tokyo, Japan      | 27 juli 2021      |  |

Följande nya rekord noterades under tävlingen:
| Gren   | Idrottare            | Rekord | Typ av rekord |
| ------ | -------------------- | ------ | ------------- |
| Ryck   | Kamila Konotop (UKR) | 104 kg | 0OR0          |
| Ryck   | Luo Shifang (CHN)    | 105 kg | 0OR0          |
| Ryck   | Maude Charron (CAN)  | 106 kg | 0OR0          |
| Ryck   | Luo Shifang (CHN)    | 107 kg | 0OR0          |
| Stöt   | Luo Shifang (CHN)    | 134 kg | 0OR0          |
| Totalt | Luo Shifang (CHN)    | 241 kg | 0OR0          |

## Resultat
| Placering | Idrottare          | Nation           | Ryck (kg) | Ryck (kg) | Ryck (kg) | Ryck (kg) | Stöt (kg) | Stöt (kg) | Stöt (kg) | Stöt (kg) | Totalt   |
| Placering | Idrottare          | Nation           | 1         | 2         | 3         | Resultat  | 1         | 2         | 3         | Resultat  | Totalt   |
| --------- | ------------------ | ---------------- | --------- | --------- | --------- | --------- | --------- | --------- | --------- | --------- | -------- |
| 1         | Luo Shifang        | Kina             | 101       | 105       | 107       | 107 0OR0  | 129       | 134       | 137       | 134 0OR0  | 241 0OR0 |
| 2         | Maude Charron      | Kanada           | 101       | 104       | 106       | 106       | 126       | 130       | 132       | 130       | 236      |
| 3         | Kuo Hsing-chun     | Kinesiska Taipei | 103       | 105       | 105       | 105       | 130       | 130       | 137       | 130       | 235      |
| 4         | Anyelin Venegas    | Venezuela        | 97        | 100       | 102       | 102       | 122       | 128       | 134       | 128       | 230      |
| 5         | Rafiatu Lawal      | Nigeria          | 100       | 103       | 103       | 100       | 125       | 127       | 130       | 130       | 230      |
| 6         | Elreen Ando        | Filippinerna     | 100       | 100       | 102       | 100       | 130       | 130       | 130       | 130       | 230      |
| 7         | Kamila Konotop     | Ukraina          | 104       | 106       | 106       | 104       | 123       | 129       | 132       | 123       | 227      |
| 8         | Janeth Gómez       | Mexiko           | 92        | 92        | 95        | 95        | 114       | 119       | 122       | 122       | 217      |
| 9         | Dora Tchakounté    | Frankrike        | 95        | 98        | 100       | 98        | 115       | 118       | —         | 115       | 213      |
| 10        | Mattie Sasser      | Marshallöarna    | 94        | 94        | 94        | 94        | 110       | 115       | 118       | 115       | 209      |
| 11        | Lucrezia Magistris | Italien          | 96        | 96        | 100       | 96        | 111       | 112       | 112       | 112       | 208      |
| —         | Yenny Álvarez      | Colombia         | 101       | 103       | 105       | 105       | 130       | 132       | 132       | —         | 0DNF0    |